# Vittoria Cesarini
Vittoria Cesarini (* 13. Dezember 1932 in Bologna; † 26. September 2023 ebendort) war eine italienische Sprinterin.
Bei den Leichtathletik-Europameisterschaften 1950 in Brüssel schied sie über 100 m im Vorlauf aus und wurde Fünfte in der 4-mal-100-Meter-Staffel.
1952 kam sie bei den Olympischen Spielen in Helsinki sowohl über 100 m wie auch in der 4-mal-100-Meter-Staffel nicht über die erste Runde hinaus.
1951 wurde sie Italienische Meisterin über 100 m (mit ihrer persönlichen Bestzeit von 12,2 s) und 200 m.